# Ricardo Pérez Tamayo
Ricardo Pérez Tamayo (Bogotá, Colombia, 21 de julio de 1973), más conocido como El Gato Pérez, es un exfutbolista, actor,  presentador, empresario y dirigente deportivo colombiano. Actualmente se desempeña como director deportivo del equipo Millonarios Fútbol Club.

## Como jugador

### Millonarios y América
Ricardo "Gato" Pérez, tuvo sus inicios como futbolista profesional en 1990 cuando fue descubierto por Delio "Maravilla" Gamboa. Con tan solo 17 años debutó con Millonarios, previamente en las Divisiones menores de Millonarios tuvo varios triunfos lo que lo llevaron a ser convocado recurrentemente a los torneos Difutbol con la selección juvenil y sub-23 de Bogotá, en las cuales celebró varios campeonatos. Tras 8 temporadas jugando destacadamente entre Millonarios y el América de Cali decide tomar rumbos internacionales.

### Etapa en el fútbol internacional
Luego, el Gato fue de los primeros futbolistas colombianos catálogados como "trota mundos", jugando entre 1998 y 2004 en varias ligas internacionales. Sus primera experiencias serían en el Sichuan Guancheng y Qingdao Beer de China.
Para 1999 llega a la Liga de Quito de Ecuador por petición directa del entrenador chileno Manuel Pellegrini en donde se consagra campeón de la liga y anota 5 goles por Copa Libertadores.
Después el Gato pasaría a Medio Oriente fichando en primera división de Arabia Saudita con el Al-Ahli y el Al-Hilal. Allí celebró varios títulos y anotó más de 40 goles.
El Gato también jugaría con el Bani Yas de los Emiratos Árabes Unidos marcando 16 goles. Y en el ascenso de Catar jugó para el Al-Rayyan y el Al-Qadisiyah.
Su última etapa en el fútbol internacional fue con el Académica Coimbra de Portugal, en donde había llegado por pedido del entrenador Artur Jorge que previamente lo había dirigido en Arabia Saudita.

### Retiro en Millonarios
Tras recurrentes lesiones el Gato pone fin a su carrera deportiva en la temporada 2006 jugando para el equipo del cual siempre ha sido hincha Millonarios, con el equipo embajador disputó 154 partidos (144 de Liga, 8 de Copa Libertadores y 2 de Copa Sudamericana 2004) en los cuales convirtió 53 goles (47 de Liga, 5 de Copa Libertadores 1997 y 1 de Copa Sudamericana 2004).

## Selección Colombia
El Gato participó con la Selección de fútbol de Colombia en la Copa América de 1993 aunque no llegó a jugar ningún partido. Más adelante también estaría convocado en el Torneo Preolímpico Sudamericano Sub-23 de 1996.
Entre 1996 y 1997 jugó 4 partidos amistosos en donde convirtió 1 gol en.

### Participaciones enCopas América
| Torneo            | Sede    | Resultado    | PJ                           | GA | Asis |
| ----------------- | ------- | ------------ | ---------------------------- | -- | ---- |
| Copa América 1993 | Ecuador | Tercer lugar | 0 (6 partidos como suplente) | 0  | 0    |

## Como directivo

### Fortaleza CEIF
En el año 2007 luego de haberse retirado unos meses atrás lo llaman para que haga parte del proyecto del Fortaleza CEIF quien para la época nacía como club amateur en Liga de Fútbol de Bogotá a lo cual 'El Gato' acepta. Paralelamente en 2009 'El Gato' va a Millonarios un par de meses como practicante en parte administrativa de un club.
En 2011 es proclamado oficialmente  como el primer presidente de Fortaleza CEIF, nuevo equipo de la Categoría Primera B. El 11 de diciembre de 2013 ascendió a la Primera A de la Liga de Fútbol Colombiano, ganándole 2-0 de local al Cúcuta Deportivo y en el partido de vuelta perdió 1-0.Para 2014 el club ya está jugando en Primera División pero los resultados no fueron los esperados y ese mismo año descienden; para 2015 el equipo lo refuerza con muchos jugadores Bogotanos y asciende como primero del grupo B ganándole en la fecha 6 al Leones de Uraba.
El 28 de julio de 2017 tras 10 años en el cargo de presidente del Fortaleza CEIF en un comunicado de prensa publicado en redes sociales, se comunica su no continuidad en el club atezado.

#### Estadísticas de Fortaleza CEIF bajo su mandato
| Temporada | Div.              | Liga | Liga | Liga | Liga | Liga   | Copa Colombia | Copa Colombia | Copa Colombia | Copa Colombia | Internacional | Internacional | Internacional | Internacional | Otras | Otras | Otras | Otras | Totales | Totales | Totales | Totales | Totales | Totales | Totales | Totales |
| Temporada | Div.              | P.   | G.   | E.   | D.   | Pos.   | P.            | G.            | E.            | D.            | P.            | G.            | E.            | D.            | P.    | G.    | E.    | D.    | P.      | G.      | E.      | D.      | %       | G. F.   | G. C.   | D. G.   |
| --- | ----------------- | ---- | ---- | ---- | ---- | ------ | ------------- | ------------- | ------------- | ------------- | ------------- | ------------- | ------------- | ------------- | ----- | ----- | ----- | ----- | ------- | ------- | ------- | ------- | ------- | ------- | ------- | ------- |
| 2011 | 2ª                | 36   | 12   | 16   | 8    | 11º/18 | 10            | 4             | 2             | 4             | —             | —             | —             | —             | —     | —     | —     | —     | 46      | 16      | 18      | 12      | 47.82%  | 51      | 44      | 7       |
| 2012 | 2ª                | 36   | 12   | 9    | 15   | 13º/18 | 10            | 4             | 1             | 5             | —             | —             | —             | —             | —     | —     | —     | —     | 46      | 16      | 10      | 20      | 42.03%  | 58      | 63      | -5      |
| 2013 | 2ª                | 46   | 15   | 15   | 16   | 8º/18  | 14            | 7             | 3             | 4             | —             | —             | —             | —             | 2     | 1     | 0     | 1     | 62      | 23      | 18      | 21      | 46.78%  | 66      | 64      | 2       |
| 2014-A | 1ª                | 18   | 3    | 8    | 7    | 16º/18 | 10            | 3             | 3             | 4             | -             | -             | -             | -             | -     | -     | -     | -     | 46      | 11      | 17      | 18      | 36.23%  | 46      | 57      | -11     |
| 2014-F | 1ª                | 18   | 5    | 6    | 7    | 13º/18 | 10            | 3             | 3             | 4             | -             | -             | -             | -             | -     | -     | -     | -     | 46      | 11      | 17      | 18      | 36.23%  | 46      | 57      | -11     |
| 2015 | 2ª                | 40   | 18   | 13   | 9    | 2º/16  | 6             | 1             | 1             | 4             | —             | —             | —             | —             | —     | —     | —     | —     | 46      | 19      | 14      | 13      | 51.44%  | 59      | 52      | 7       |
| 2016-A | 1ª                | 20   | 4    | 3    | 13   | 20º/20 | 6             | 1             | 1             | 4             | -             | -             | -             | -             | -     | -     | -     | -     | 46      | 10      | 9       | 27      | 28.26%  | 42      | 72      | -30     |
| 2016-F | 1ª                | 20   | 5    | 5    | 10   | 17º/20 | 6             | 1             | 1             | 4             | -             | -             | -             | -             | -     | -     | -     | -     | 46      | 10      | 9       | 27      | 28.26%  | 42      | 72      | -30     |
| 2017 | 2ª                | 20   | 6    | 6    | 8    | Inc.   | 6             | 2             | 1             | 3             | —             | —             | —             | —             | —     | —     | —     | —     | 26      | 8       | 7       | 11      | 39.74%  | 24      | 28      | -8      |
| Consolidado total | Consolidado total | 254  | 80   | 81   | 93   | -      | 62            | 22            | 12            | 28            | 0             | 0             | 0             | 0             | 2     | 1     | 0     | 1     | 318     | 103     | 93      | 122     | 42.14%  | 346     | 380     | -34     |
| P.= Partidos; G. = Ganados; E. = Empatados; D. = Derrotas; Pos. = Posición; G. F. = Goles a favor; G. C. = Goles en contra; D. G. = Diferencia de goles - Campeón de torneo, Pd = Por disputar Actualizado hasta el 28 de julio de 2017. |                   |      |      |      |      |        |               |               |               |               |               |               |               |               |       |       |       |       |         |         |         |         |         |         |         |         |

### América de Cali
El 30 de mayo de 2018 fue anunciado  como nuevo presidente ejecutivo del América. El "Gato" Pérez volvería al conjunto escarlata, después de actuar como jugador entre los años 1994-1996 y 1998. Luego de un año de presidir al conjunto escarlata y de alcanzar la estrella 14 el 16 de diciembre de 2019 abandona el América obedeciendo a "motivos personales".

#### Estadísticas del América de Cali bajo su mandato
| Temporada | Div.              | Liga | Liga | Liga | Liga | Liga   | Copa Colombia | Copa Colombia | Copa Colombia | Copa Colombia | Internacional | Internacional | Internacional | Internacional | Otras | Otras | Otras | Otras | Totales | Totales | Totales | Totales | Totales | Totales | Totales | Totales |
| Temporada | Div.              | P.   | G.   | E.   | D.   | Pos.   | P.            | G.            | E.            | D.            | P.            | G.            | E.            | D.            | P.    | G.    | E.    | D.    | P.      | G.      | E.      | D.      | %       | G. F.   | G. C.   | D. G.   |
| --- | ----------------- | ---- | ---- | ---- | ---- | ------ | ------------- | ------------- | ------------- | ------------- | ------------- | ------------- | ------------- | ------------- | ----- | ----- | ----- | ----- | ------- | ------- | ------- | ------- | ------- | ------- | ------- | ------- |
| 2018-F | 1ª                | 19   | 6    | 7    | 6    | 12º/20 | 2             | 1             | 0             | 1             | —             | —             | —             | —             | —     | —     | —     | —     | 21      | 7       | 7       | 7       | 44.44%  | 21      | 22      | -1      |
| 2019 | 1ª                | 54   | 27   | 11   | 16   | 1º/20  | 8             | 5             | 2             | 1             | —             | —             | —             | —             | —     | —     | —     | —     | 62      | 32      | 13      | 17      | 58.6%   | 84      | 62      | 22      |
| Consolidado total | Consolidado total | 73   | 33   | 18   | 22   | -      | 10            | 6             | 2             | 2             | 0             | 0             | 0             | 0             | 0     | 0     | 0     | 0     | 83      | 39      | 20      | 24      | 55.02%  | 105     | 84      | 21      |
| P.= Partidos; G. = Ganados; E. = Empatados; D. = Derrotas; Pos. = Posición; G. F. = Goles a favor; G. C. = Goles en contra; D. G. = Diferencia de goles - Campeón de torneo, Pd = Por disputar Actualizado hasta el 17 de diciembre de 2017. |                   |      |      |      |      |        |               |               |               |               |               |               |               |               |       |       |       |       |         |         |         |         |         |         |         |         |

### Atlético Bucaramanga
A través de un comunicado de prensa publicado en las redes sociales del Atlético Bucaramanga la primera semana del mes de mayo de 2022, se confirma el retorno del "Gato" Pérez luego de que estuviera como gerente administrativo en las temporadas 2017 y 2018. Ahora ocupando los cargos de gerente deportivo y administrativo.

### División Mayor del Fútbol Colombiano
En agosto de 2022, tras el despido de Vladimir Cantor por parte la asamblea de clubes bajo el mando del presidente Fernando Jaramillo, la Dimayor confirmó al 'Gato' Pérez como su nuevo gerente deportivo.Renuncia al cargo el 26 de mayo de 2024.

### Millonarios
El 26 de abril de 2024 se confirma su vinculación a Millonarios luego estar 18 años por fuera de la institución, para ocupar el cargo de director deportivo, en reemplazo de Pitirri Salazar quien falleció mientras ejercía el cargo.

## Clubes como jugador
| Club              | País           | Año         |
| ----------------- | -------------- | ----------- |
| Millonarios       | Colombia       | 1990 - 1993 |
| América de Cali   | Colombia       | 1994 - 1996 |
| Millonarios       | Colombia       | 1997        |
| América de Cali   | Colombia       | 1998        |
| Sichuan Guancheng | China          | 1998        |
| Liga de Quito     | Ecuador        | 1999        |
| Al-Ahli           | Arabia Saudita | 1999-2000   |
| América de Cali   | Colombia       | 2000        |
| Qingdao Beer      | China          | 2001        |
| Al-Hilal          | Arabia Saudita | 2001 - 2002 |
| Al-Rayyan         | Catar          | 2002        |
| Bani Yas          | EAU            | 2002 - 2003 |
| Al-Gharafa        | Catar          | 2003        |
| Al-Sailiya        | Catar          | 2003        |
| Académica Coimbra | Portugal       | 2004        |
| Millonarios       | Colombia       | 2004 - 2006 |

### Estadísticas como jugador (incompleta)
| Club                       | Div. | Liga | Liga  | Copas nacionales | Copas nacionales | Copas internacionales | Copas internacionales | Total | Total |
| Club                       | Div. | PJ.  | Goles | PJ.              | Goles            | PJ.                   | Goles                 | PJ.   | Goles |
| -------------------------- | ---- | ---- | ----- | ---------------- | ---------------- | --------------------- | --------------------- | ----- | ----- |
| Millonarios · Colombia     | 1.ª  | 144  | 47    | -                | -                | 10                    | 6                     | 154   | 53    |
| América de Cali · Colombia | 1.ª  | 77   | 22    | -                | -                | 12                    | 3                     | 89    | 25    |
| LDU Quito · Ecuador        | 1.ª  |      |       | -                | -                | 8                     | 5                     | 8     | 5     |
| Al-Ahli Arabia Saudita     | 1.ª  |      | 21    |                  | 12               |                       | 3                     | ?     | 36    |
| Al-Hilal Arabia Saudita    | 1.ª  |      | 10    | -                | -                |                       | 13                    | ?     | 23    |
| Al-Rayyan Catar            | 1.ª  | 4    | 7     | 4                | 3                | -                     | -                     | 8     | 10    |
| Al-Gharafa Catar           | 1.ª  | 10   | 6     | -                | -                | -                     | -                     | 10    | 6     |
| Al-Sailiya Catar           | 1.ª  | -    | -     | 3                | 0                | -                     | -                     | 3     | 0     |
| Académica Coimbra Portugal | 1.ª  | 6    | 0     | -                | -                | -                     | -                     | 6     | 0     |

### Selección
| Selección                  | Temporada                  | Amistosos | Amistosos | Sudamérica1) | Sudamérica1) | Mundial | Mundial | Total | Total |
| Selección                  | Temporada                  | Part.     | Goles     | Part.        | Goles        | Part.   | Goles   | Part. | Goles |
| -------------------------- | -------------------------- | --------- | --------- | ------------ | ------------ | ------- | ------- | ----- | ----- |
| Mayores · Colombia         | 1993                       | —         | —         | 0            | 0            | —       | —       | 0     | 0     |
| Mayores · Colombia         | 1996                       | 1         | 0         | —            | —            | —       | —       | 1     | 0     |
| Mayores · Colombia         | 1997                       | 3         | 1         | —            | —            | —       | —       | 3     | 1     |
| Mayores · Colombia         | Total                      | 4         | 1         | 0            | 0            | 0       | 0       | 4     | 1     |
| Total Selecciones Colombia | Total Selecciones Colombia | 4         | 1         | 0            | 0            | 0       | 0       | 4     | 1     |

## Clubes como directivo
| Club/Entidad                    | De                      | A                       | Notas                              | Notas                                |
| Rol                             | Logros                  |                         |                                    |                                      |
| ------------------------------- | ----------------------- | ----------------------- | ---------------------------------- | ------------------------------------ |
| Fortaleza CEIF · Colombia       | 28 de julio de 2007     | 28 de julio de 2017     | Cofundador y Presidente            | Dos ascensos a Primera División      |
| Atlético Bucaramanga · Colombia | 26 de noviembre de 2017 | 30 de mayo de 2018      | Gerente Administrativo             | N/A                                  |
| América de Cali · Colombia      | 30 de mayo de 2018      | 17 de diciembre de 2019 | Presidente                         | Un título de Primera División        |
| Atlético Bucaramanga · Colombia | 25 de abril de 2022     | 23 de agosto de 2022    | Gerente Deportivo y Administrativo | Semifinalista de la Primera División |
| Dimayor · Colombia              | 24 de agosto de 2022    | 26 de mayo de 2024      | Gerente deportivo                  | N/A                                  |
| Millonarios · Colombia          | 26 de mayo de 2024      | Presente                | Director deportivo                 |                                      |

#### Resumen estadístico siendo presidente
| Competición         | PJ  | PG  | PE  | PP  | Ganados % | Mejor Resultado  |
| ------------------- | --- | --- | --- | --- | --------- | ---------------- |
| Categoría Primera A | 149 | 50  | 40  | 59  | 42.51%    | Campeón          |
| Categoría Primera B | 180 | 64  | 59  | 57  | 46.49%    | Subcampeón       |
| Copa Colombia       | 72  | 28  | 14  | 30  | 45.37%    | Cuartos de final |
| Total               | 401 | 142 | 113 | 146 | 44.8%     | Un título        |

## Palmarés

### Como jugador
| Título                               | Club         | Año  |
| ------------------------------------ | ------------ | ---- |
| Campeonato Ecuatoriano               | LDU de Quito | 1999 |
| Copa Federación de Arabia Saudita    | Al-Hilal     | 2000 |
| Copa del Príncipe de la Corona Saudí | Al-Hilal     | 2000 |
| Copa de Clubes de Asia               | Al-Hilal     | 2000 |
| Recopa Árabe                         | Al-Hilal     | 2001 |
| Supercopa Árabe                      | Al-Hilal     | 2001 |
| Segunda División de Catar            | Al-Sailiya   | 2002 |

### Como directivo
- Dos ascensos a Primera División con Fortaleza CEIF.
- Torneo Finalización 2019 con América de Cali

## Plano personal

### Académico
Pérez es egresado de la Universidad Sergio Arboleda (Business Administration and Management) y de la Escuela Universitaria Real Madrid Universidad Europea (Dirección de Entidades Deportivas).

### Presencia en los medios

#### Series
| Título           | Año       | Cadena        | Personaje              |
| ---------------- | --------- | ------------- | ---------------------- |
| De pies a cabeza | 1997      | Canal A       | Cameo                  |
| Vecinos          | 2008-2009 | Canal Caracol | Armando "Gato" Aguilar |
| El man es Germán | 2011      | Canal RCN     | Cameo                  |

#### Reality
| Título                 | Año  | Cadena    | Rol          |
| ---------------------- | ---- | --------- | ------------ |
| La isla de los famosos | 2005 | Canal RCN | Participante |

#### Show
| Título     | Año  | Cadena  | Rol         |
| ---------- | ---- | ------- | ----------- |
| La Titular | 2017 | Canal 1 | Presentador |